# Айсиньгьоро Дуаньхуа
Айсиньгьоро Дуаньхуа (愛新覺羅·端華; 1807—1861) — маньчжурский принц и регент Цинской империи.

## Биография
Дуаньхуа родился в маньчжурском клане Айсин Гёро. Третий сын Улгунгги (1778—1846), потомка Цзиргалана, племянника Нурхаци (основателя династии Цин). Он происходил из линии принца Чжэн, одного из княжеских пэров «железной шапки» династии Цин. В 1846 году он унаследовал от своего отца титул «принц Чжэн первого ранга». Его семья служила в составе синего знамени с каймой в восьмизнамённой системе.
Дуаньхуа приобрел известность во время правления императора Сяньфэна (1850—1861). Из-за скандала с участием великого советника Муджангги Дуаньхуа завоевал доверие императора Сяньфэн как верный доверенное лицо и стал одним из ближайших советников императора. Дуаньхуа также порекомендовал своего младшего брата Сушуня служить при императорском дворе Цин. Во время Второй опиумной войны Дуаньхуа сопровождал больного императора Сяньфэна в Жэхэ, чтобы спастись от иностранных захватчиков.
В 1861 году, перед смертью императора Сяньфэна, он назначил восемь регентов для помощи своему преемнику, молодому императору Тунчжи, в управлении государственными делами. Дуаньхуа и Сушунь были среди восьми. Позже в том же году Дуаньхуа и другие семь регентов были отстранены от власти в результате Дворцового переворота (辛酉政變), организованного принцем Гуном и вдовствующей императрицей Цыси. Дуаньхуа был арестован, заключен в тюрьму и в конце концов вынужден покончить жизнь самоубийством.